# Nederlands Interuniversitair Kunsthistorisch Instituut
Het Nederlands Interuniversitair Kunsthistorisch Instituut (NIKI) in Florence (Italië) is opgericht in 1958 als onderzoek- en onderwijsinstelling en is met name gericht op de relatie tussen de Italiaanse, Nederlandse en Vlaamse kunst.
Het instituut is gelegen aan de zuidkant van Florence en biedt onderdak aan onderzoekers en studenten, die gebruik kunnen maken van de onderzoeks- en publicatiefaciliteiten en de bibliotheek. Zelf organiseert het instituut lezingen, symposia en tentoonstellingen.
Het instituut wordt beheerd door de Universiteit Utrecht en wordt bestuurd door de bestuurscommissie van de Nederlandse Wetenschappelijke Instituten in het buitenland, die bestaat uit de voorzitters van de colleges van bestuur van de zes deelnemende universiteiten. Dit zijn de Universiteit van Amsterdam, de Vrije Universiteit (Amsterdam), de Rijksuniversiteit Groningen, de Universiteit Leiden, de Radboud Universiteit (Nijmegen) en de Universiteit Utrecht. Een wetenschappelijke adviesraad, gevormd uit stafleden van de participerende universiteiten en vertegenwoordigers van verwante instellingen, helpt bij het vaststellen en het evalueren van het beleid.

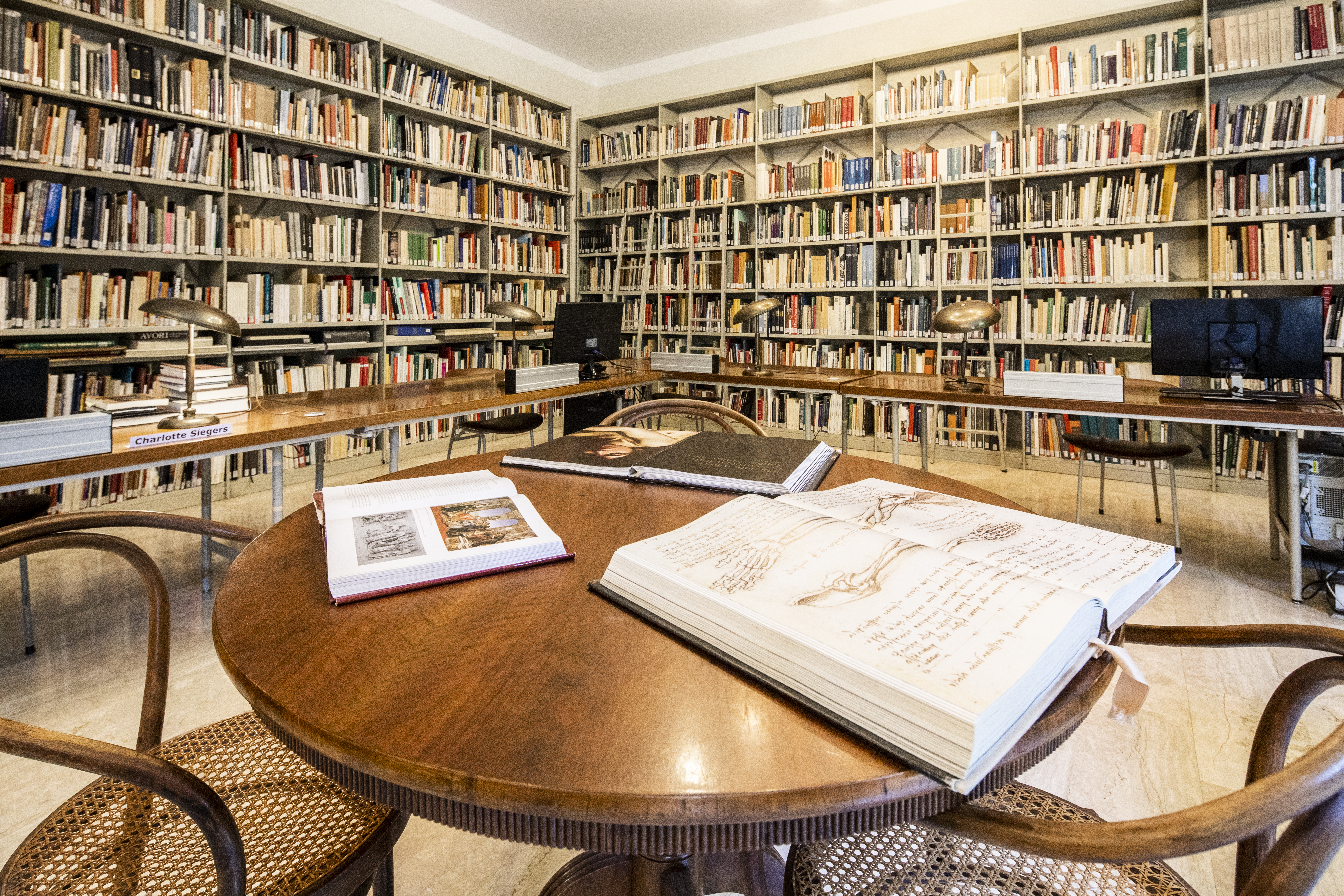
De bibliotheek van het NIKI

## Geschiedenis
Oprichter van het instituut was de in Florence woonachtige kunsthistoricus Godefridus Johannes Hoogewerff. Aanvankelijk zetelde het in de Via Bolognese. Vervolgens, via zijn contact met kunstverzamelaar Frits Lugt, werd de villa aan de Viale Torricelli die deze kort tevoren had verworven de zetel van het instituut. Ze ligt op de zuidelijke heuvel niet ver van het historisch centrum, het Piazzale Michelangelo en de Villa del Poggio Imperiale. Het pand is eigendom van de Fondation Custodia te Parijs die de kunstverzameling van Lugt beheert.
De eerste directeur van het instituut was de Utrechtse hoogleraar en dichter Jan Emmens. Hij werd opgevolgd door Hans van Helsdingen, Fernanda Bramanti-Nieuwenkamp, Anton Boschloo en Bert W. Meijer. Sinds 2008 is Michael Kwakkelstein directeur.
Het instituut huisvest de fotocollecties van de Britse kunsthistoricus Benedict Nicolson en de Duitse kunsthistoricus Hermann August Voss.
In de twintigste eeuw werden er ook kunsttentoonstellingen in het instituut georganiseerd in samenwerking met Nederlandse en internationale musea. In 1969 was dat Sienese schilderijen in Holland, 1300-1500 en in 1974 Florentijnse schilderijen uit Nederlandse collecties, 1300-1500.